# David Mawutor
David Gordon Mawutor (ur. 12 kwietnia 1992 w Akrze) – ghański piłkarz występujący na pozycji defensywnego pomocnika w malezyjskim klubie Negeri Sembilan. Posiada również obywatelstwo tadżyckie. 
Wychowanek Thyword FC. W swojej karierze występował w YF Juventusie, Rawszanie Kulab, Istiklolu Duszanbe, Żetysu Tałdykorgan, Wiśle Kraków i Szachciorze Karaganda. 

## Sukcesy

### Klubowe
Rawszan Kulab
- Mistrzostwo Tadżykistanu: 2012, 2013
- Zdobywca Superpucharu Tadżykistanu: 2013

Istiklol Duszanbe
- Mistrzostwo Tadżykistanu: 2014, 2016, 2017
- Zdobywca Pucharu Tadżykistanu: 2014, 2016
- Zdobywca Pucharu Federacji Tadżykistanu: 2014, 2017
- Zdobywca Superpucharu Tadżykistanu: 2014
- Finalista Pucharu AFC: 2017[7][8]

Szachtior Karaganda
- Finalista Pucharu Kazachstanu: 2021

## Życie prywatne
Od listopada 2016, jest żonaty z Ukrainką, Wiktorią. Posiada obywatelstwo ghańskie i tadżyckie